# Moara (Suceava)
Moara è un comune della Romania di 4 597 abitanti, ubicato nel distretto di Suceava, nella regione storica della Bucovina.
Il comune è formato dall'unione di 8 villaggi: Bulai, Frumoasa, Groapa Vlădichii, Liteni, Moara Carp, Moara Nica, Vornicenii Mari, Vornicenii Mici.
La sede comunale è ubicata nell'abitato di Moara Nica.
Il più importante monumento del comune è il Monastero di Hagigadar, di rito ortodosso armeno, costruito nel 1512 su iniziativa di due frati armeni.

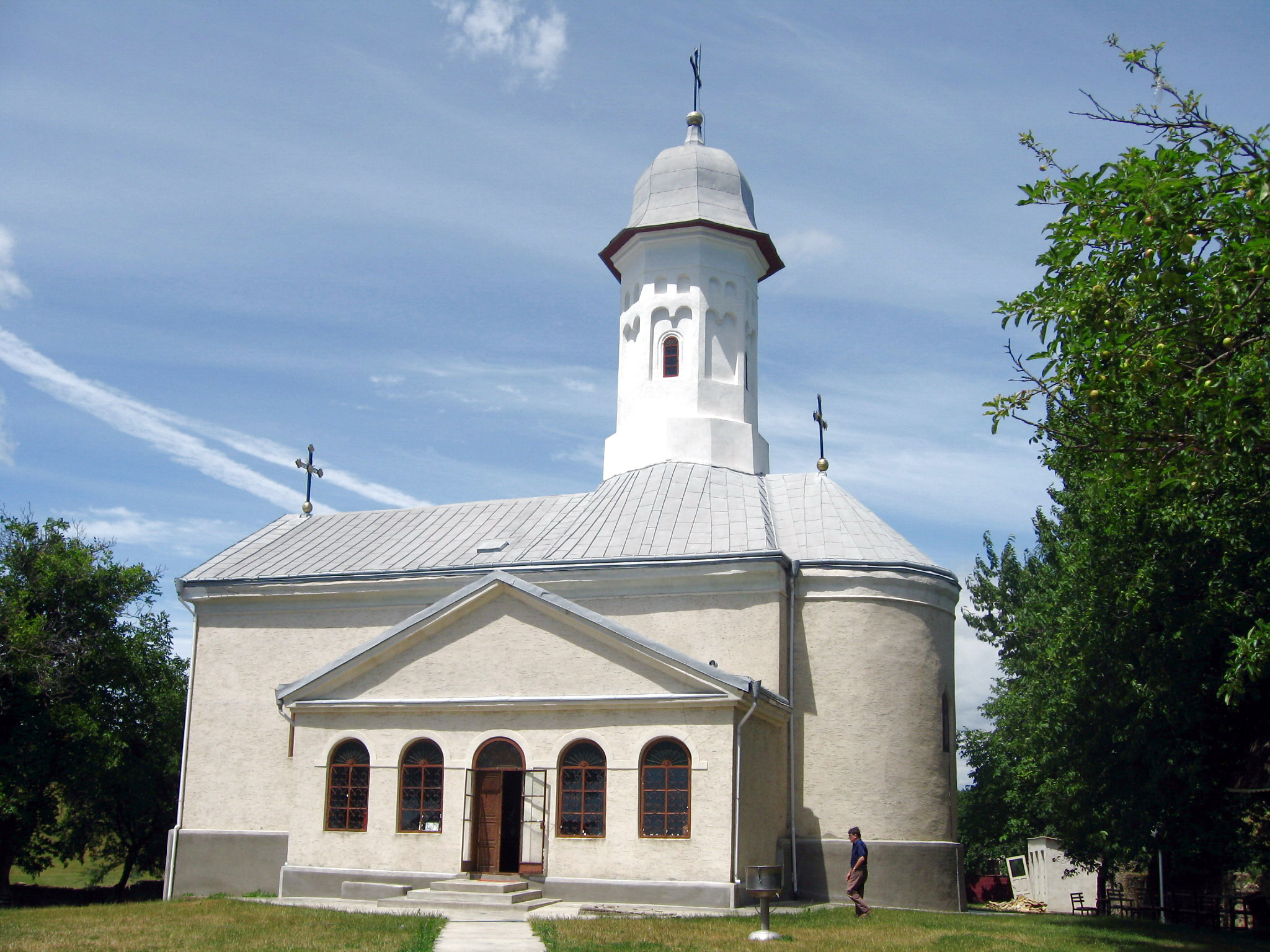
La chiesa del Monastero di Hagigadar